# Gammalvalltjärnen (Kalls socken, Jämtland)
Gammalvalltjärnen är en sjö i Åre kommun i Jämtland och ingår i Nean-Vapstälvens kustområde. Sjön har en area på 0,0631 kvadratkilometer och ligger 488,9 meter över havet. Gammalvalltjärnen ligger i Skäckerfjällen Natura 2000-område.

## Delavrinningsområde
Gammalvalltjärnen ingår i det delavrinningsområde (707947-133777) som SMHI kallar för Utloppet av Sågvalltjärnen. Medelhöjden är 532 meter över havet och ytan är 3,07 kvadratkilometer. Det finns inga avrinningsområden uppströms utan avrinningsområdet är högsta punkten. Vattendraget som avvattnar avrinningsområdet har biflödesordning 2, vilket innebär att vattnet flödar genom totalt 2 vattendrag innan det når havet efter 14 kilometer. Avrinningsområdet består mestadels av skog (80 procent) och sankmarker (12 procent). Avrinningsområdet har 0,19 kvadratkilometer vattenytor vilket ger det en sjöprocent på 6,1 procent.